# Kebirita roudairei
Kebirita roudairei är en ärtväxtart som först beskrevs av Edmond Bonnet, och fick sitt nu gällande namn av Kramina och Dmitry Dmitrievich Sokoloff. Kebirita roudairei ingår i släktet Kebirita och familjen ärtväxter. Inga underarter finns listade i Catalogue of Life.